# Mistrzostwa świata w karate kyokushin
Mistrzostwa Świata w Karate Kyokushin (jap. 全世界空手道選手権大会 Zensekai-karatedō-senshuken-taikai) – organizowane zwykle co 4 lata, od 1975 r. mistrzostwa świata karateków stylu kyokushin. Jest to najbardziej prestiżowa impreza sportowa w kyokushin karate. Zawody odbywają się w kategorii wszechwag, czyli bez podziału na kategorie wagowe i mają na celu wyłonienie najlepszego karateki kyokushin na świecie (względnie ośmiu najlepszych karateków kyokushin).

## Zasady
Szczegółowe przepisy dotyczące walki różnią się w zależności od organizacji. Przed rozłamem International Kyokushin Organisation walka trwała 180 sekund i dopuszczało się 2 dogrywki. Jeśli po 2 dogrywkach nie został wyłoniony zwycięzca, decydowała różnica wagi (jeśli jest większa lub równa 10 kg, to wygrywa lżejszy), jeśli natomiast różnica wag jest mniejsza niż 10 kg, to decyduje liczba złamanych desek w teście tameshiwari. Jeśli nadal nie zostanie wyłoniony zwycięzca, o tym kto wygrał decyduje sędzia maty. Walka może zakończyć się przed czasem, jeśli zawodnik uzyska pełny punkt (tzw. ippon).
Każda walka obserwowana jest przez pięciu sędziów: czterech siedzi po rogach maty, a piąty (zwany też sędzią maty) znajduje się na macie. Po każdej walce każdy z sędziów narożnych zobowiązany jest wskazać zwycięzcę bądź remis. Sędzia oceniając zawodnika powinien brać pod uwagę ducha walki, ilość precyzyjnie zadanych ciosów, oraz jakość technik. Obecnie każda organizacja posiada własne szczegółowe przepisy walki, jednak w dużym stopnie nie różnią się one od tych z 1975. Niektóre organizacje preferują formułę knockdown, w myśl której zawodnik który padnie na matę, uznawany jest za przegranego.

## Historia
Pierwsze Mistrzostwa Świata w Kyokushin Karate odbyły się w 1975 w Tokio. Aż do śmierci Masutatsu Oyamy w 1994 były organizowane co 4 lata przez IKO (International Kyokushin Organisation). Po śmierci Oyamy IKO rozpadło się, a organizacje powstałe z jej rozpadu organizują własne Mistrzostwa Świata, aczkolwiek niektóre z nich prowadzą rozmowy nad ujednoliceniem tej imprezy, i powrocie do jednych Mistrzostw Świata.

## Mistrzowie Świata
| Rok  | Organizacja | Miasto  | Mistrz Świata        | Szczegóły                                  | Uwagi                  |
| ---- | ----------- | ------- | -------------------- | ------------------------------------------ | ---------------------- |
| 1975 | IKO         | Tokio   | Katsuaki Satō        | Mistrzostwa Świata w Karate Kyokushin 1975 |                        |
| 1979 | IKO         | Tokio   | Makoto Nakamura      |                                            |                        |
| 1984 | IKO         | Tokio   | Makoto Nakamura      |                                            |                        |
| 1987 | IKO         | Tokio   | Akiyoshi Matsui      |                                            |                        |
| 1991 | IKO         | Tokio   | Kenji Midori         |                                            |                        |
| 1995 | IKO1        | Tokio   | Kenji Yamaki         |                                            | początek rozłamu w IKO |
| 1996 | IKO2        | Tokio   | Norichika Tsukamoto  |                                            | początek rozłamu w IKO |
| 1999 | IKO1        | Tokio   | Francisco Filho      |                                            |                        |
| 1999 | IKO2        | Tokio   | Toru Okamoto         |                                            |                        |
| 2000 | IKO3        | Tokio   | Thorsten Donke       |                                            |                        |
| 2003 | IKO1        | Tokio   | Hitoshi Kiyama       |                                            |                        |
| 2003 | IKO2        | Tokio   | Kunihiro Suzuki      |                                            |                        |
| 2004 | IKO3        | Isesaki | Hadi Azikhani        |                                            |                        |
| 2007 | IKO1        | Tokio   | Ewerton Teixeira     |                                            |                        |
| 2007 | IKO2        | Sydney  | Takayuki Tsukakoshi  |                                            |                        |
| 2008 | IKO3        | Isesaki | Anzor Szychabachow   |                                            |                        |
| 2011 | IKO1        | Tokio   | Tariel Nikoleishvili |                                            |                        |
| 2015 | IKO1        | Tokio   | Zahari Damyanov      |                                            |                        |